# Mr. és Mrs. Smith (televíziós sorozat, 2024)
A Mr. és Mrs. Smith (eredeti cím: Mr. & Mrs. Smith) 2024-től sugárzott amerikai akciósorozat, amelyet Francesca Sloane és Donald Glover alkotott meg, a 2005-ös azonos című film újragondolásaként. A főbb szerepekben Donald Glover, Maya Erskine és Mark Eydelshteyn látható.
Az Amerikai Egyesült Államokban és Magyarországon 2024. február 2-án mutatta be az Amazon Prime Video.
2024. május 14-én berendelték a második évadot.

## Ismertető
Két idegen külön-külön beleegyezik, hogy titkos ügynökként dolgozzon egy rejtélyes szervezetnek, ál-házaspárként, „John” és „Jane Smith” fedőnéven. A párnak különféle küldetéseket kell végrehajtania, miközben próbára teszik kémképességeiket és kibontakozó kapcsolatukat is. Az utasításokat mindig egy névtelen forrás küldi SMS-ben.

## Szereplők

### Főszereplők
| Szerep               | Színész          | Magyar hang     |
| -------------------- | ---------------- | --------------- |
| John Smith / Michael | Donald Glover    | Kisfalusi Lehel |
| Jane Smith / Alana   | Maya Erskine     | Kis-Kovács Luca |
| Mr. Smith            | Mark Eydelshteyn |                 |

### Mellékszereplők
| Szerep           | Színész             | Magyar hang   |
| ---------------- | ------------------- | ------------- |
| Másik John       | Alexander Skarsgård | Ágoston Péter |
| Másik Jane       | Eiza González       |               |
| Harris Materbach | Paul Dano           | Hamvas Dániel |
| Eric Shane       | John Turturro       | Kálid Artúr   |

### Magyar változat
- Magyar szöveg: Fuchs Gábor
- Kreatív Supervisor: Kwaysser Erika
- Hangmérnök: Halas Péter
- Vágó: Wünsch Attila
- Gyártásvezető: Masoll Ildikó
- Szinkronrendező: Kemendi Balázs
- Produkciós vezető: Kapás Péter

A szinkront a Direct Dub Studios készítette.

## Epizódok
| Sor. | Év. | Cím                                                                  | Rendező            | Író                                                        | Premier          |
| ---- | --- | -------------------------------------------------------------------- | ------------------ | ---------------------------------------------------------- | ---------------- |
| 1.   | 1.  | Első randi (First Date)                                              | Hiro Murai         | Francesca Sloane és Donald Glover                          | 2024. február 2. |
| 2.   | 2.  | Második randi (Second Date)                                          | Hiro Murai         | Francesca Sloane                                           | 2024. február 2. |
| 3.   | 3.  | Az első nyaralás (First Vacation)                                    | Karena Evans       | Yvonne Hana Yi                                             | 2024. február 2. |
| 4.   | 4.  | Dupla randi (Double Date)                                            | Christian Sprenger | Adamma Ebo, Adanne Ebo, Yvonne Hana Yi és Francesca Sloane | 2024. február 2. |
| 5.   | 5.  | Akarsz gyereket? (Do You Want Kids?)                                 | Karena Evans       | Carla Ching és Stephen Glover                              | 2024. február 2. |
| 6.   | 6.  | Párterápia (Csupaszon és riadtan) (Couples Therapy (Naked & Afraid)) | Amy Seimetz        | Francesca Sloane                                           | 2024. február 2. |
| 7.   | 7.  | Hűtlenség (Infidelity)                                               | Amy Seimetz        | Yvonne Hana Yi, Schuyler Pappas és Francesca Sloane        | 2024. február 2. |
| 8.   | 8.  | Szakítás (A Breakup)                                                 | Donald Glover      | Francesca Sloane és Donald Glover                          | 2024. február 2. |

## A sorozat készítése
2021. február 12-én bejelentették, hogy új tévésorozat készül az eredeti film alapján, amelyet Donald Glover és Phoebe Waller-Bridge alkotott, és amelyben főszereplőként is megjelentek volna. Francesca Sloane társszerzőként és showrunnerként csatlakozott a projekthez. A sorozat premierjét 2022-re tervezték az Amazon Prime Video platformon. Az eredeti filmet Doug Liman rendezte, és Brad Pitt valamint Angelina Jolie játszotta a főszerepeket. 2021 szeptemberében Waller-Bridge kreatív nézeteltérések miatt kiszállt a projektből. 2022. április 7-én jelentették be, hogy Maya Erskine veszi át Waller-Bridge szerepét.
2022. június 29-én beszámoltak róla, hogy Michaela Coel, John Turturro és Paul Dano vendégszereplőként tűnnek majd fel. 2022. szeptember 22-én Parker Posey és Wagner Moura csatlakoztak a szereplőgárdához visszatérő szerepekben. A sorozat vezető producerei Glover és Sloane mellett: Yariv Milchan, Arnon Milchan, Michael Schaefer, Stephen Glover, Anthony Katagas, Hiro Murai, Nate Matteson és Jenny Robins voltak. A forgatás 2022 nyarán kezdődött.
2024. május 14-én az Amazon Prime Video megerősítette a második évadot, Francesca Sloane visszatér showrunnerként. Az azonban még nem egyértelmű, hogy Donald Glover és Maya Erskine visszatérnek-e. 2025. december 6-án bejelentették, hogy Mark Eydelshteyn szerepet kapott a második évad főszereplőjeként.